# Enego
Enego település Olaszországban, Veneto régióban, Vicenza megyében. Lakosainak száma 1528 fő (2023. január 1.). Enego Asiago, Foza, Gallio, Arsiè, Valbrenta és Grigno községekkel határos.

## Népesség
A település népességének változása:
| Lakosok száma | 1676 | 1645 | 1528 |
|               | 2017 | 2018 | 2023 |